# Leucadendron barkerae
Leucadendron barkerae är en tvåhjärtbladig växtart som beskrevs av I. Williams. Leucadendron barkerae ingår i släktet Leucadendron och familjen Proteaceae. Inga underarter finns listade i Catalogue of Life.